# Сляп октопод
Cirrothauma murrayi е вид октопод от семейство Cirroteuthidae.

## Разпространение и местообитание
Видът е разпространен в Северния ледовит океан, на запад и северозапад в Атлантическия океан и на северозапад и югоизток в Тихия океан.
Среща се на дълбочина от 22 до 4830 m, при температура на водата от 1,7 до 4 °C и соленост 34,7 – 35 ‰.